# Flugunfall der Air France bei Toulouse 1948
Der Flugunfall der Air France bei Toulouse 1948 ereignete sich am 23. November 1948. An diesem Tag verunglückte eine Sud-Est SE.161 Languedoc der Air France, mit der ein Flug von Toulouse nach Montauban durchgeführt werden sollte. Bei dem Unfall, der durch einen Wartungsfehler verursacht wurde, kam ein Mensch an Bord ums Leben.

## Flugzeug
Bei der verunglückten Maschine handelte es sich um eine 1945 gebaute Sud-Est SE.161 Languedoc mit der Werknummer 13, die mit dem Luftfahrzeugkennzeichen F-BATM bei der Air France in Betrieb gegangen war. Das viermotorige Mittelstreckenflugzeug war mit vier Sternmotoren des Typs Pratt & Whitney R-1830 ausgestattet. Die Maschine war zum Frachtflugzeug umgebaut worden.

## Besatzung
In der Maschine befand sich eine fünfköpfige Besatzung, bestehend aus Testpiloten und Technikern. Einer der Testpiloten war Emmanuel Arin.

## Unfallhergang
Das Flugzeug stürzte unmittelbar nach dem Start ab und geriet in Brand. Die Besatzung schaffte es, die Maschine zu verlassen, aber Emmanuel Arin fiel beim Absprung auf eines der brennenden Triebwerke und starb zwei Tage später an seinen Verbrennungen.

## Ursache
Es stellte sich heraus, dass die Maschine aufgrund einer inversen Steuerung außer Kontrolle geraten war. Dies lag daran, dass die Steuerseile der Querrudersteuerung bei der zuvor durchgeführten Wartung versehentlich vertauscht, also über Kreuz wieder eingebaut worden waren.